# 于济源
于济源（1926年4月—2014年2月20日），山东临淄人，中华人民共和国政治人物。
曾任温州茶厂厂长，中国茶叶公司浙江省公司经理，后升任浙江省人民政府经济技术协作办公室主任等职。1986年4月，离职休养。2014年2月20日去世。